# Чепсаракова, Валерия Валерьевна
Валерия Валерьевна Чепсаракова (род. 31 января 1989 года) — чемпионка Европы 2013 года по вольной борьбе.

## Биография
В. В. Чепсаракова занимается борьбой с 2002 года в Осинниках у тренера Григория Петровича Брайко. Многократный чемпион и призёр юниорских соревнований: чемпионатов России, Европы, мира. С 2010 года выступает во взрослом разряде за Кемеровскую область.

## Достижения
- Чемпион Европы среди юниоров (2) — Белград-2007, Тбилиси-2009;
- Бронзовый призёр чемпионата Европы среди юниоров (1) — Кошице-2008;
- Чемпион мира среди юниоров (1) — Анкара-2009;
- Чемпион России среди юниоров (1) — 2009;
- Чемпионат России по женской борьбе 2010 года — ;
- Чемпионат России по женской борьбе 2013 года — ;
- Чемпионат России по женской борьбе 2014 года — ;
- Чемпионат России по женской борьбе 2015 года — ;
- Чемпионат России по женской борьбе 2016 года — ;
- Чемпионат России по женской борьбе 2017 года — ;
- Чемпионат России по женской борьбе 2019 года — ;
- Чемпионат России по женской борьбе 2020 года — ;
- Чемпионат России по женской борьбе 2021 года — ;
- Чемпионат России по женской борьбе 2022 года — ;
- Чемпионат России по женской борьбе 2025 года — ;